# EA Tiburon
EA Tiburon är en utvecklingsstudio för Electronic Arts-datorspel som ligger i Maitland, Florida, USA, grundades 1994. Det var tidigare känt som Tiburon Entertainment, som förvärvades av EA 1998. EA hade redan köpt en minoritetsandel i Tiburon i maj 1996, vars villkor innehöll att Tiburon skulle utveckla spel uteslutande för EA. 